# Andrzej Jan Brzeziński
Andrzej Jan Brzeziński (ur. 26 stycznia 1956 w Szubinie) – polski polityk, działacz społeczny i samorządowiec. Od 1990 do 2024 roku był burmistrzem miasta i gminy Janikowo. Tym samym jest w gronie burmistrzów sześciokadencyjnych. Rozsławił miasto wprowadzając program „Walki z trzema schodami”.
Ma czworo dzieci. Jego żona Beata pracuje w dziale płac Urzędu Miasta w Janikowie.
Wniesiono przeciw niemu oskarżenie o korupcję w piłce nożnej. W jednym z procesów został uniewinniony. W kolejnym został oskarżony o to, że w latach 2004-2005 wręczał lub obiecał wręczyć korzyści majątkowe sędziom piłkarskim oraz obserwatorom PZPN, pomagając Unii Janikowo awansować do II ligi.
W 2023 otrzymał Medal Komisji Edukacji Narodowej.